# Phare de Sidi Daoui
Le phare de Sidi Daoui est un phare situé sur le cap Mazagan à El Jadida, dans la région de Casablanca-Settat, au Maroc. Il est géré par le ministère de l'Équipement, du transport, de la logistique de l'eau.

## Description
Il est construit en 1989 et mis en service en 2001.
Le phare de Sidi Daoui  est une colonne cylindrique métallique, avec galerie et petite lanterne, de 10 m de haut, érigée sur un bâtiment technique d'un étage. Il est peint de deux bandes horizontales blanches et noires. Il émet, à une hauteur focale de 14 m, deux éclats blancs toutes les dix secondes. Sa portée n'est pas connue.
Identifiant : ARLHS : MOR... - Amirauté : D2587.5 - NGA : 23150 .